# LeBron James

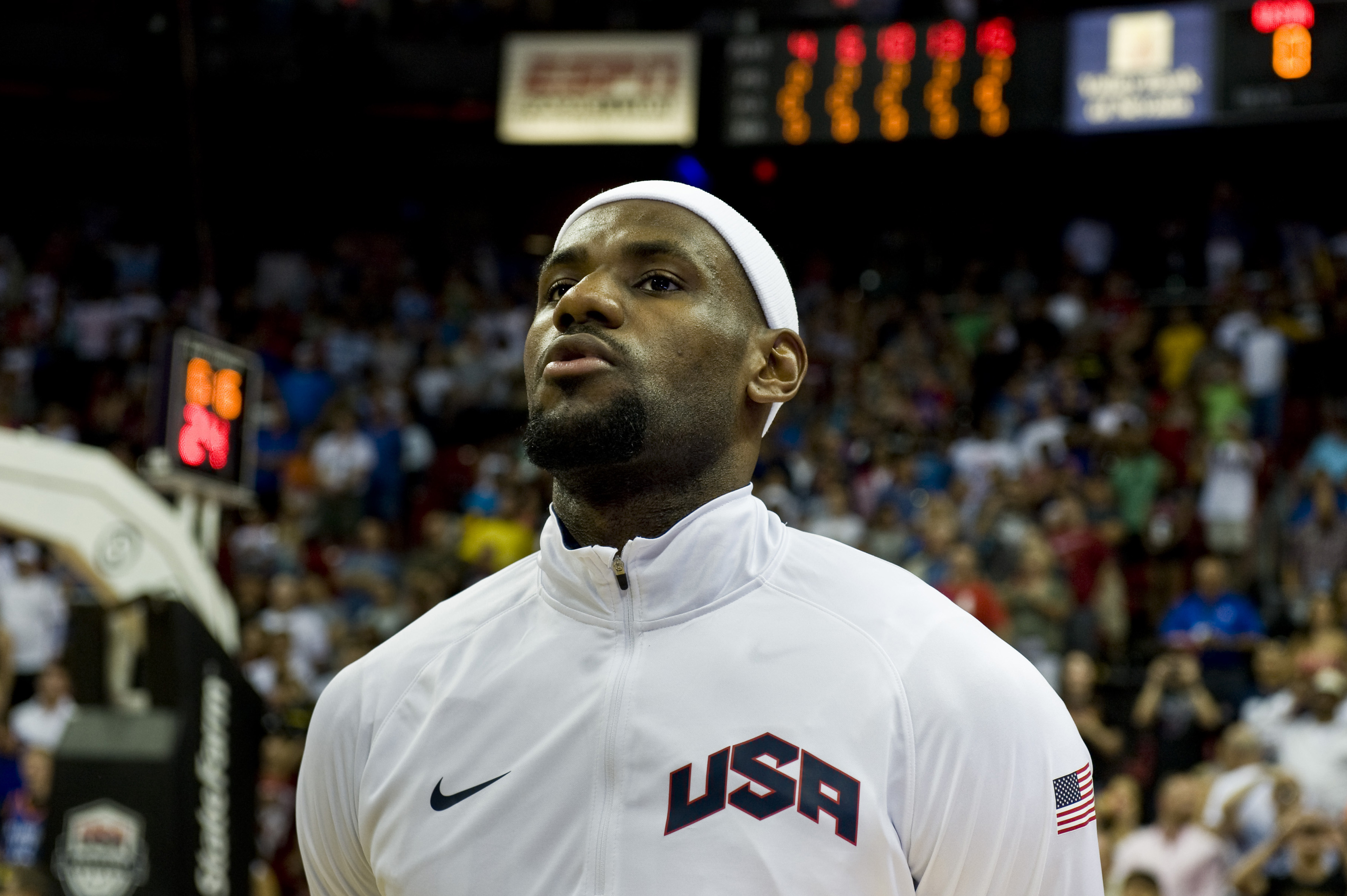
LeBron James w barwach reprezentacji USA

LeBron James (ur. 30 grudnia 1984 w Akron, Ohio) – amerykański koszykarz grający w Los Angeles Lakers w NBA. Najlepszy strzelec w historii NBA pod względem liczby zdobytych punktów. Jego nominalna pozycja to niski skrzydłowy, lecz warunki fizyczne Jamesa (dynamika, waga) oraz jego wyjątkowy przegląd pola sprawiają, że trudno jest przyporządkować mu pozycję według tradycyjnych kryteriów, gdyż w praktyce może on pełnić zarówno rolę rozgrywającego, jak i silnego skrzydłowego. Otrzymał nagrodę najbardziej wartościowego gracza (MVP) ligi w sezonach 2008/2009, 2009/2010, 2011/2012, 2012/2013 oraz MVP finałów – 2012, 2013, 2016 i 2020. Znalazł się w drugiej najlepszej piątce sezonu w wieku 40 lat, w najlepszych piątkach sezonu 21. raz z rzędu. 

## Kariera
Rozgłos jako przyszła gwiazda ligi zawodowej zyskał już grając w drużynie licealnej St. Vincent – St. Mary High School. Jego idolem z dzieciństwa był Michael Jordan, czemu dawał wyraz nosząc na swojej koszulce w liceum oraz w drużynie Cleveland Cavaliers numer 23. W 2003 wystąpił w meczu gwiazd amerykańskich szkół średnich – McDonald’s All-American.

### Cleveland Cavaliers (od 2003 do 2010)
W wieku 18 lat został wybrany z pierwszym numerem w drafcie w 2003 przez Cleveland Cavaliers. Przed swoim pierwszym występem w NBA James podpisał kontrakt reklamowy z firmą Nike wart 90 milionów dolarów, będący największym kontraktem zawiązanym z nową gwiazdą.
Po pierwszym sezonie otrzymał nagrodę dla najlepszego debiutanta, a w następnych sezonach tytuły MVP meczu gwiazd (dwukrotnie: 2006, 2008) oraz najważniejszą nagrodę indywidualną – NBA MVP w 2009, 2010, 2012 oraz w 2013. W 2006 oraz od 2008 do 2017 wybierany do pierwszej piątki ligi. W 2008 został królem strzelców NBA. Corocznie od 2005 wybierany do spotkań gwiazd NBA. Doprowadził Cleveland Cavaliers do play-offów w latach 2006–2010. W 2007 prowadzona przez niego drużyna awansowała do finałów konferencji pierwszy raz od 1992, a następnie do finału ligi – pierwszy raz w historii klubu.
W sezonie 2005/2006 zajął drugie miejsce w głosowaniu na MVP rozgrywek zasadniczych.
W sezonie 2007/2008 LeBron doprowadził Cavaliers do play-off, gdzie pokonali w pierwszej rundzie 4:2 Washington Wizards, a w półfinale ulegli Boston Celtics 4:3, mimo rewelacyjnej gry Jamesa (w szóstym meczu w Cleveland i siódmym spotkaniu w Bostonie LeBron zdobył w sumie 77 pkt, podczas gdy jego partnerzy z drużyny pozostałe 84 pkt).
James był członkiem Reprezentacji USA w koszykówce, która wygrała brązowy medal w 2004, w Atenach, a w 2008 zdobyła złoty medal na Igrzyskach Olimpijskich w Pekinie i Igrzyskach Olimpijskich w Londynie w 2012.
W sezonie 2008/2009 zajął drugie miejsce w głosowaniu na obrońcę roku NBA.

### Miami Heat (od 2010 do 2014)
Przed sezonem 2010/11, podpisał czteroletni kontrakt z Miami Heat, tym samym opuścił drużynę z Cleveland, w której grał od początku kariery. W Miami stworzył gwiazdorski tercet wraz z Chrisem Boshem oraz Dwyane’em Wade’em.
W rozegranym w LA meczu gwiazd sezonu 2010/2011 zaliczył triple-double, jako drugi w historii uczestnik All-Star Game (pierwszym był Michael Jordan).
W sezonie 2011/12 zdobył z Miami Heat mistrzostwo NBA oraz MVP finałów. Powtórzył ten wyczyn w sezonie 2012/2013, kiedy jego Heat pokonali w siedmiu meczach San Antonio Spurs. W finałach James dwukrotnie zaliczył triple-double.
16 stycznia 2013 został najmłodszym w historii NBA zawodnikiem, który przekroczył granicę 20 000 zdobytych punktów. Wyprzedził w ten sposób Kobe Bryanta. Dwudziestotysięczny punkt zdobył w meczu przeciwko Golden State Warriors. Miał wtedy 28 lat i 17 dni. Na koniec sezonu zajął drugie miejsce w głosowaniu na obrońcę roku NBA.
W sezonie 2013/2014 zajął drugie miejsce w głosowaniu na MVP sezonu.

### Powrót do Cleveland (od 2014 do 2018)
12 lipca 2014 James powrócił do Cavaliers, podpisując z tą drużyną kontrakt, który według ESPN został zawarty na dwa lata i jest wart 42 miliony dolarów.
20 czerwca 2016 James zdobył swoje trzecie mistrzostwo i pierwsze z Cleveland Cavaliers. W siedmiu meczach Cavaliers wygrali 4-3 z Golden State Warriors. Cavaliers wygrali mistrzostwo podnosząc się ze stanu 1-3, wcześniej żadna drużyna w historii finałów nie wygrała mistrzostwa gdy przegrywała 1-3 po czterech spotkaniach. LeBron do trzeciego mistrzostwa dołożył trzeci tytuł MVP finałów NBA.
W czasie sezonu 2016/2017 wyprzedził Hakeema Olajuwona, Elvina Hayesa, Mosesa Malone’a i Shaquille’a O’Neala na liście najlepszych strzelców w historii NBA. W maju 2017 wyprzedził Michaela Jordana i został liderem w kategorii punktów zdobytych w playoffs. Po raz siódmy z rzędu a ósmy w karierze awansował do finałów NBA, trzeci raz z rzędu stając naprzeciwko Golden State Warriors. Został pierwszym zawodnikiem w historii finałów, który notował triple-double w finałowej serii. Mimo świetnych statystyk indywidualnych (33,6 punktu, 12 zbiórek i 10 asyst) musiał uznać wyższość rywala z Oakland, przegrywając serię 1-4. Podczas meczu numer 4 uzyskał dziewiąte w karierze triple-double i wyprzedził Magica Johnsona na liście zawodników z największą ilością triple-doubles w finałach NBA.
W sezonie 2017/2018 zajął drugie miejsce w głosowaniu na MVP sezonu zasadniczego.
24 stycznia 2018 w meczu przeciwko San Antonio Spurs został najmłodszym (33 lata i 25 dni) w historii NBA, który przekroczył granice 30000 punktów w karierze, pobijając rekord Kobe Bryanta (34 lata i 104 dni). Jest pierwszym w historii i jak na razie jedynym zawodnikiem NBA, który osiągnął 30000 punktów, 7000 asyst i 7000 zbiórek w karierze.
31 maja 2018 w finałowym meczu przeciwko Golden State Warriors zdobył 51 punktów, 8 asyst oraz 8 zbiórek. Cleveland Cavaliers przegrali ten mecz (pierwszy mecz finałów play-off), jak i 3 kolejne i przegrali finał 0-4.

### Los Angeles Lakers (od 2018)
29 czerwca 2018 James odrzucił opcję zawodnika o wartości 35,6 miliona dolarów w swojej umowie z Cleveland Cavaliers i został wolnym agentem. 2 lipca 2018 uzgodnił warunki maksymalnego, 4-letniego kontraktu o wartości 154 milionów dolarów z Los Angeles Lakers.
25 grudnia 2018 podczas meczu z Golden State Warriors doznał kontuzji pachwiny, przez którą opuścił 17 kolejnych meczów. Był to pierwszy tak poważny uraz w całej jego koszykarskiej karierze.

#### 2019–2020: czwarte mistrzostwo NBA
25 stycznia 2020 w meczu przeciwko Philadelphia 76ers awansował – wyprzedzając Kobego Bryanta – na trzecie miejsce wśród koszykarzy z największą liczbą punktów w karierze w historii NBA. Na koniec sezonu 2019/2020 zajął drugie miejsce w głosowaniu na MVP sezonu.
12 października 2020 zanotował 28 punktów, 14 zbiórek i 10 asyst i poprowadził Los Angeles Lakers do 17. mistrzostwa NBA pokonując w finałach Miami Heat 4-2. Było to jego czwarte mistrzostwo NBA. Wybrany po raz czwarty MVP finałów stał się jedynym zawodnikiem w historii, który zdobył to wyróżnienie z trzema różnymi zespołami. Po raz trzeci w historii (poprzednio Robert Horry, John Salley) zdarzyło się, że gracz zdobył tytuł mistrzowski z trzema różnymi drużynami NBA. LeBron dokonał tego równocześnie ze swoim kolegą klubowym Danny Greenem.

#### 2020–2021
30 grudnia 2020 w spotkaniu Los Angeles Lakers – San Antonio Spurs (121:107) zdobywając 26 punktów (ponadto 5 zbiórek i 8 asyst) osiągnął minimum 10 punktów po raz 1000. z rzędu w meczu sezonu zasadniczego. Został pierwszym i jedynym koszykarzem w historii NBA, któremu ta sztuka się udała. Swoją serię rozpoczął 6 stycznia 2007 roku. Drugi w tej statystyce Michael Jordan uczynił to w 866 spotkaniach z rzędu, trzeci Kareem Abdul-Jabbar rozegrał takich meczów 787.
20 marca 2021 w trakcie meczu przeciwko Atlanta Hawks zderzył się z Solomonem Hillem i doznał kontuzji prawej kostki, przez co opuścił 20 kolejnych meczów. Do gry powrócił 30 kwietnia w meczu przeciwko Sacramento Kings, podczas którego zanotował 16 punktów, 8 zbiórek, 7 asyst i 2 przechwyty.

#### 2021–2022
W dniu 21 listopada 2021 r. podczas meczu Detroit Pistons – Los Angeles Lakers przy stanie 78:66 dla gospodarzy doszło do starcia pomiędzy LeBronem Jamesem a zawodnikiem Detroit Isaiah Stewartem, w wyniku czego obaj zawodnicy zostali usunięci z boiska (drugie wyrzucenie Jamesa w karierze). 22 listopada władze NBA ogłosiły kary: dla LeBrona Jamesa – kara 1 meczu zawieszenia plus kara pieniężna w wysokości 284 tys. dolarów; natomiast dla Isaiah Stewarta – 2 mecze zawieszenia plus 45 tys. dolarów. Było to pierwsze zawieszenie LeBrona od początku jego gry w NBA.

## Życie prywatne
14 września 2013 w San Diego w Kalifornii James poślubił Savannah Brinson. 28 września 2021 roku James potwierdził, że zaszczepił się przeciwko COVID-19, mimo że przez kilka miesięcy był nastawiony sceptycznie do szczepienia.

### Inwestycje
LeBron James jest częściowym udziałowcem brytyjskiego klubu piłkarskiego Liverpool FC.

## Osiągnięcia

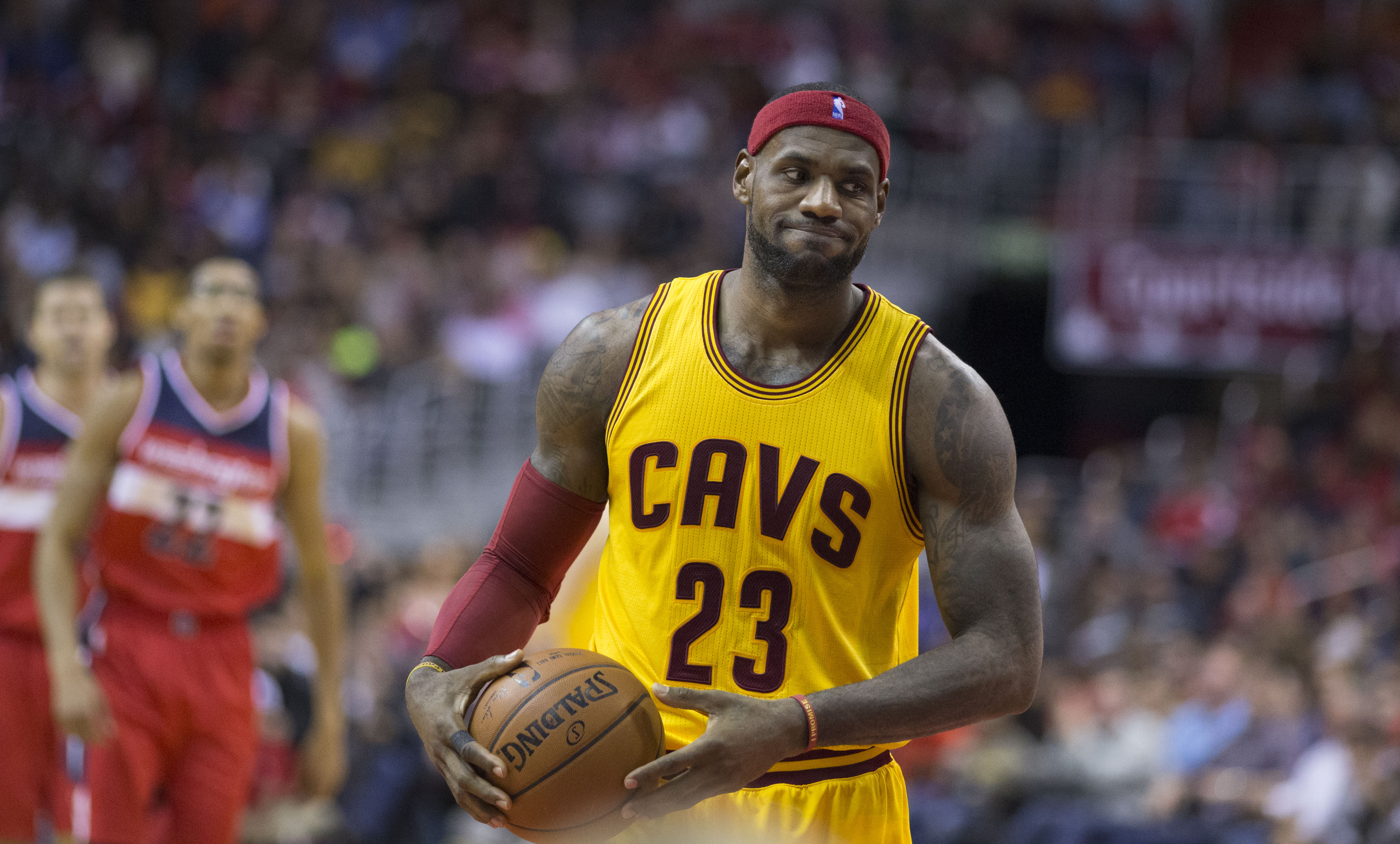
James w barwach Cavs, w 2014.

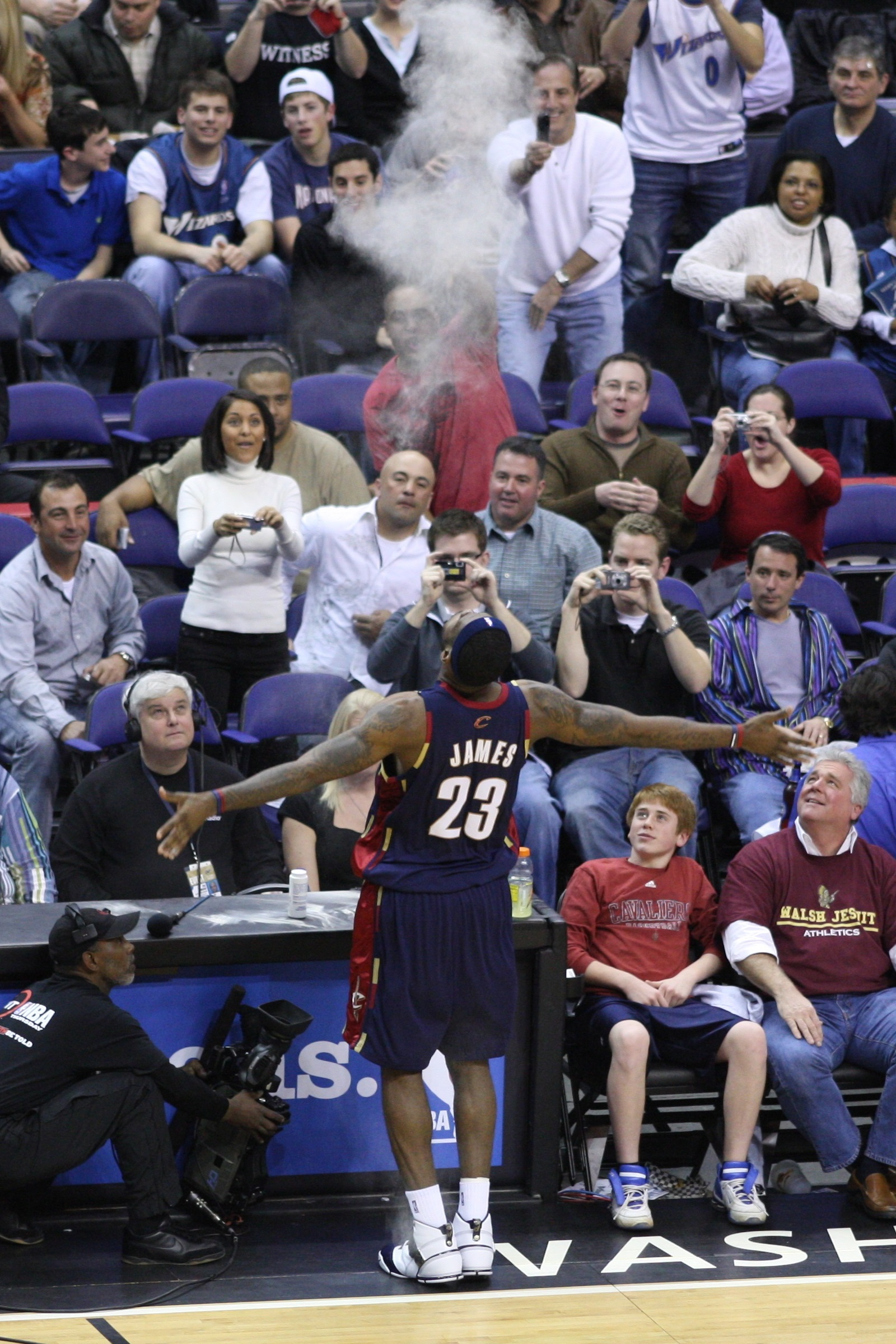
James podczas swojego przedmeczowego rytuału rzucania pudru w powietrze (marzec 2008).

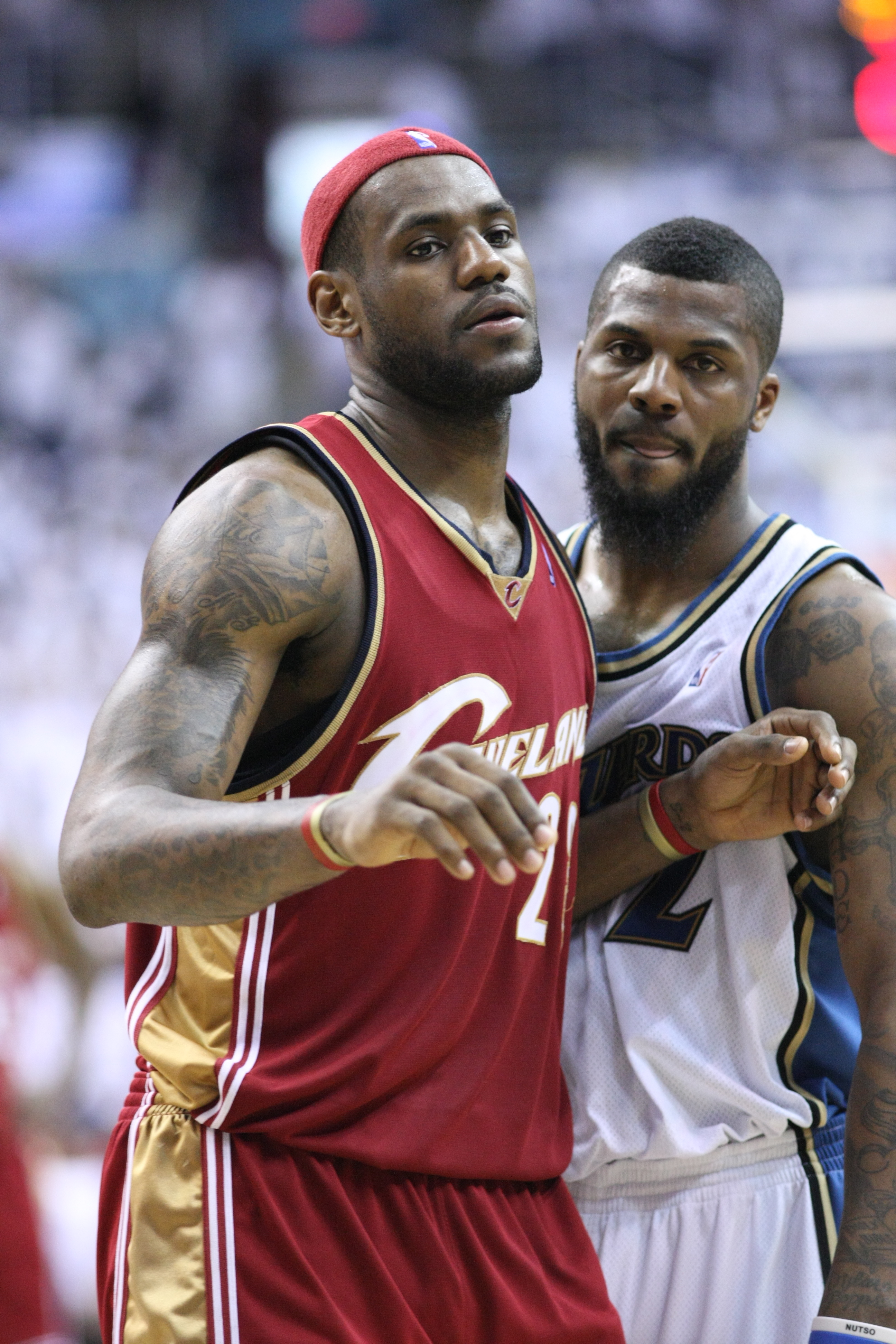
James i DeShawn Stevenson (kwiecień 2008).

Stan na 10 sierpnia 2024.

### NBA
- Mistrz NBA (2012, 2013, 2016, 2020)
- Wicemistrz NBA (2007, 2011, 2014, 2015, 2017, 2018)
- Zwycięzca NBA In-Season Tournament (2023)[32]
- MVP:
  - sezonu zasadniczego (2009, 2010, 2012, 2013)[33]
  - finałów NBA (2012, 2013, 2016, 2020)[34]
  - meczu gwiazd NBA (2006, 2008, 2018)[35]
  - NBA In-Season Tournament (2023)[36]
- Laureat nagród:
  - Debiutant Roku NBA (2004)[37]
  - J. Walter Kennedy Citizenship Award (2017)[38]
- Uczestnik meczu gwiazd NBA (2005–2025)[39][40][41][42][43][44][45]
- Zaliczony do:
  - I składu:
    - NBA (2006, 2008–2018[46], 2020[47])
    - debiutantów NBA (2004)[48]
    - defensywnego NBA (2009–2013)[49]

  - II składu:
    - NBA (2005, 2007, 2021[50])
    - defensywnego NBA (2014)[49]

  - III składu NBA (2019, 2023, 2024)[51]
  - składu najlepszych zawodników w historii NBA, wybranego z okazji obchodów 75-lecia istnienia ligi (2021)[52]
- Lider:
  - strzelców NBA: 2008[53]
  - NBA w asystach: 2020[54]
  - play-off w:
    - średniej zdobytych punktów (2009, 2012)[55]
    - liczbie celnych rzutów wolnych (2007, 2012, 2013, 2017)[56]
- 38-krotny zawodnik miesiąca konferencji wschodniej NBA (listopad 2004–2005, 2008–2009, 2012, 2016–2017; grudzień 2009–2010, 2012–2013, 2017; styczeń 2005, 2008–2013; luty 2008, 2010, 2012–2018; marzec 2006–2007, 2009, 2013, 2015–2016, 2018; kwiecień 2009, 2011, 2016 – stan na październik 2018)[57]
- 6-krotny debiutant miesiąca konferencji wschodniej NBA (listopad 2003–kwiecień 2004)[58]

### Reprezentacja
- Mistrz:
  - olimpijski (2008, 2012, 2024[59])
  - Ameryki (2007)
- Brązowy medalista:
  - igrzysk olimpijskich (2004)
  - mistrzostw świata (2006)
- MVP turnieju koszykarskiego Igrzysk Olimpijskich (2024)[60]
- Koszykarz Roku – USA Basketball Male Athlete of the Year (2012)[61]
- Zaliczony do I składu turnieju koszykarskiego igrzysk olimpijskich (2024)[62]
- Lider skuteczności rzutów:
  - z gry:
    - igrzysk olimpijskich (2012 – 60,3%)[63]
    - mistrzostw Ameryki (2007 – 76%)[64]

  - za 3 punkty mistrzostw Ameryki (2007 – 62,2%)[65]

## Rekordy
Stan na 30 kwietnia 2023.
- Punkty: 61
- Asysty: 19
- Zbiórki w ataku: 8
- Zbiórki w obronie: 17
- Zbiórki razem: 20
- Bloki: 5
- Przechwyty: 7
- Minuty w jednym meczu: 55

## Statystyki

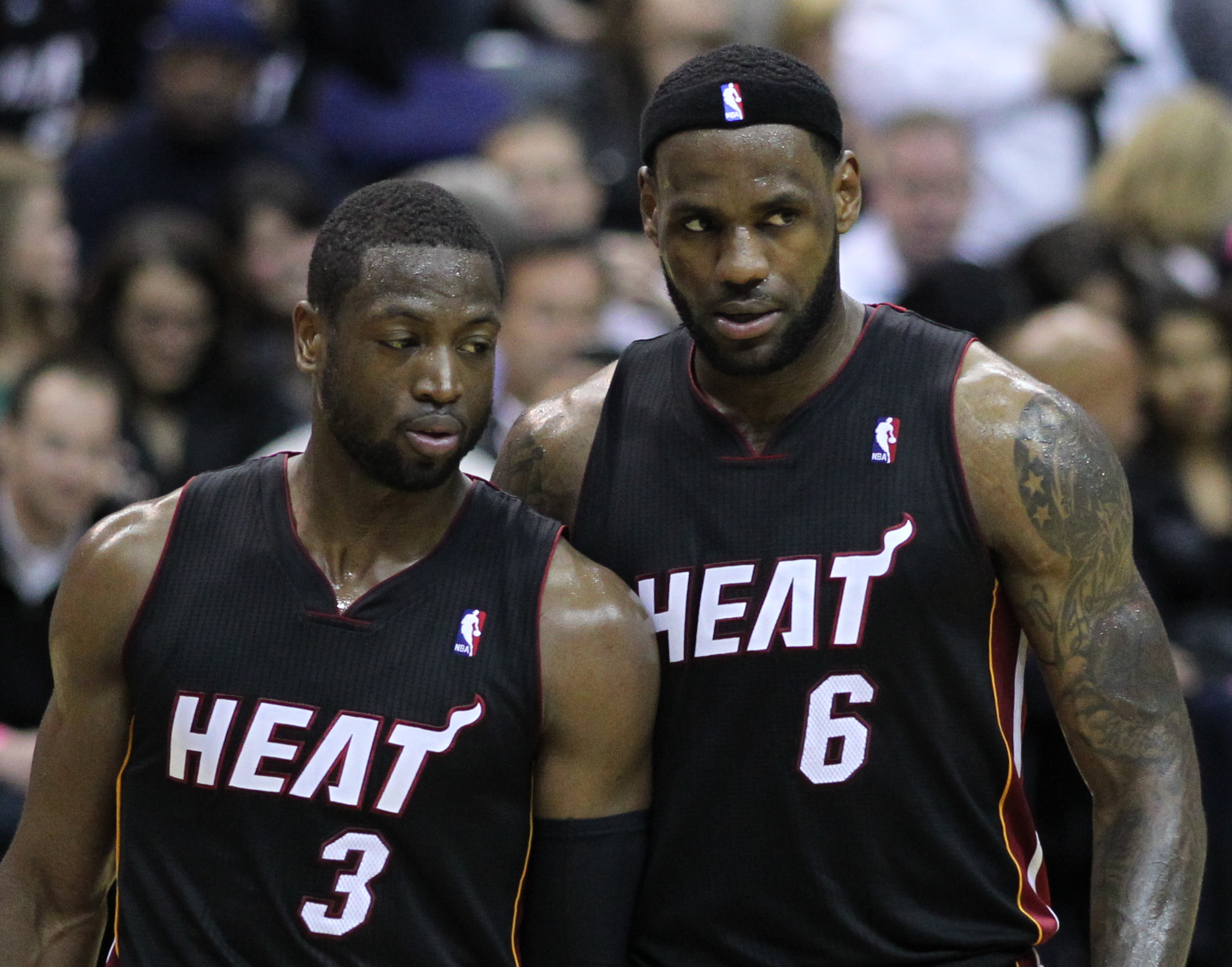
James z Dwyane’em Wade’em w barwach Miami Heat

Na podstawie Basketball-Reference.com (ang.)

Stan na koniec sezonu zasadniczego 2023/24

### Sezon regularny
| Sezon   | Drużyna     | M    | S5   | MPG  | FG%   | 3P%   | FT%   | RPG | APG  | SPG | BPG | PPG  |
| ------- | ----------- | ---- | ---- | ---- | ----- | ----- | ----- | --- | ---- | --- | --- | ---- |
| 2003/04 | Cleveland   | 79   | 79   | 39,5 | 41,7% | 29,0% | 75,4% | 5,5 | 5,9  | 1,6 | 0,7 | 20,9 |
| 2004/05 | Cleveland   | 80   | 80   | 42,4 | 47,2% | 35,1% | 75,0% | 7,4 | 7,2  | 2,2 | 0,7 | 27,2 |
| 2005/06 | Cleveland   | 79   | 79   | 42,5 | 48,0% | 33,5% | 73,8% | 7,0 | 6,6  | 1,6 | 0,8 | 31,4 |
| 2006/07 | Cleveland   | 78   | 78   | 40,9 | 47,6% | 31,9% | 69,8% | 6,7 | 6,0  | 1,6 | 0,7 | 27,3 |
| 2007/08 | Cleveland   | 75   | 74   | 40,4 | 48,4% | 31,5% | 71,2% | 7,9 | 7,2  | 1,8 | 1,1 | 30,0 |
| 2008/09 | Cleveland   | 81   | 81   | 37,7 | 48,9% | 34,4% | 78,0% | 7,6 | 7,2  | 1,7 | 1,1 | 28,4 |
| 2009/10 | Cleveland   | 76   | 76   | 39,0 | 50,3% | 33,3% | 76,7% | 7,3 | 8,6  | 1,6 | 1,0 | 29,7 |
| 2010/11 | Miami       | 79   | 79   | 38,8 | 51,0% | 33,0% | 75,9% | 7,5 | 7,0  | 1,6 | 0,6 | 26,7 |
| 2011/12 | Miami       | 62   | 62   | 37,5 | 53,1% | 36,2% | 77,1% | 7,9 | 6,2  | 1,9 | 0,8 | 27,1 |
| 2012/13 | Miami       | 76   | 76   | 37,9 | 56,5% | 40,6% | 75,3% | 8,0 | 7,3  | 1,7 | 0,9 | 26,8 |
| 2013/14 | Miami       | 77   | 77   | 37,7 | 56,7% | 37,9% | 75,0% | 6,9 | 6,3  | 1,6 | 0,3 | 27,1 |
| 2014/15 | Cleveland   | 69   | 69   | 36,1 | 48,8% | 35,4% | 71,0% | 6,0 | 7,4  | 1,6 | 0,7 | 25,3 |
| 2015/16 | Cleveland   | 76   | 76   | 35,6 | 52,0% | 30,9% | 73,1% | 7,4 | 6,8  | 1,4 | 0,6 | 25,3 |
| 2016/17 | Cleveland   | 74   | 74   | 37,8 | 54,8% | 36,3% | 67,4% | 8,6 | 8,7  | 1,2 | 0,6 | 26,4 |
| 2017/18 | Cleveland   | 82   | 82   | 36,9 | 54,2% | 36,7% | 73,1% | 8,6 | 9,1  | 1,4 | 0,9 | 27,5 |
| 2018/19 | L.A. Lakers | 55   | 55   | 35,2 | 51,0% | 33,9% | 66,5% | 8,5 | 8,3  | 1,3 | 0,6 | 27,4 |
| 2019/20 | L.A. Lakers | 67   | 67   | 34,6 | 49,3% | 34,8% | 69,3% | 7,8 | 10,2 | 1,2 | 0,5 | 25,3 |
| 2020/21 | L.A. Lakers | 45   | 45   | 33,4 | 51,3% | 36,5% | 69,8% | 7,7 | 7,8  | 1,1 | 0,6 | 25,0 |
| 2021/22 | L.A. Lakers | 56   | 56   | 37,2 | 52,4% | 35,9% | 75,6% | 8,2 | 6,2  | 1,3 | 1,1 | 30,3 |
| 2022/23 | L.A. Lakers | 55   | 54   | 35,5 | 50,0% | 32,1% | 76,8% | 8,3 | 6,8  | 0,9 | 0,6 | 28,9 |
| 2023/24 | L.A. Lakers | 71   | 71   | 35,3 | 54,0% | 41,0% | 75,0% | 7,3 | 8,3  | 1,3 | 0,5 | 25,7 |
| Razem   |             | 1492 | 1490 | 37,9 | 50,6% | 34,8% | 73,6% | 7,5 | 7,4  | 1,5 | 0,7 | 27,1 |

### Play-offy
| Sezon | Drużyna     | M   | S5  | MPG  | FG%   | 3P%   | FT%   | RPG  | APG | SPG | BPG | PPG  |
| ----- | ----------- | --- | --- | ---- | ----- | ----- | ----- | ---- | --- | --- | --- | ---- |
| 2006  | Cleveland   | 13  | 13  | 46,5 | 47,6% | 33,3% | 73,7% | 8,1  | 5,8 | 1,4 | 0,7 | 30,8 |
| 2007  | Cleveland   | 20  | 20  | 44,7 | 41,6% | 28,0% | 75,5% | 8,1  | 8,0 | 1,7 | 0,5 | 25,1 |
| 2008  | Cleveland   | 13  | 13  | 42,5 | 41,1% | 25,7% | 73,1% | 7,8  | 7,6 | 1,8 | 1,3 | 28,2 |
| 2009  | Cleveland   | 14  | 14  | 41,4 | 51,0% | 33,3% | 74,9% | 9,1  | 7,3 | 1,6 | 0,9 | 35,3 |
| 2010  | Cleveland   | 11  | 11  | 41,8 | 50,2% | 40,0% | 73,3% | 9,3  | 7,6 | 1,7 | 1,8 | 29,1 |
| 2011  | Miami       | 21  | 21  | 43,9 | 46,6% | 35,3% | 76,3% | 8,4  | 5,9 | 1,7 | 1,2 | 23,7 |
| 2012  | Miami       | 23  | 23  | 42,7 | 50,0% | 25,9% | 73,9% | 9,7  | 5,6 | 1,9 | 0,7 | 30,3 |
| 2013  | Miami       | 23  | 23  | 41,7 | 49,1% | 37,5% | 77,7% | 8,4  | 6,6 | 1,8 | 0,8 | 25,9 |
| 2014  | Miami       | 20  | 20  | 38,2 | 56,5% | 40,7% | 80,6% | 7,1  | 4,8 | 1,8 | 0,6 | 27,4 |
| 2015  | Cleveland   | 20  | 20  | 42,2 | 41,7% | 22,7% | 73,1% | 11,3 | 8,5 | 1,7 | 1,1 | 30,1 |
| 2016  | Cleveland   | 21  | 21  | 39,1 | 52,5% | 34,0% | 66,1% | 9,5  | 7,6 | 2,3 | 1,3 | 26,3 |
| 2017  | Cleveland   | 18  | 18  | 41,3 | 56,5% | 41,1% | 69,8% | 9,1  | 7,8 | 1,9 | 1,3 | 32,8 |
| 2018  | Cleveland   | 22  | 22  | 41,9 | 53,9% | 34,2% | 74,6% | 9,1  | 9,0 | 1,4 | 1,0 | 34,0 |
| 2020  | L.A. Lakers | 21  | 21  | 36,3 | 56,0% | 37,0% | 72,0% | 10,8 | 8,8 | 1,2 | 0,9 | 27,6 |
| 2021  | L.A. Lakers | 6   | 6   | 37,3 | 47,4% | 37,5% | 60,9% | 7,2  | 8,0 | 1,5 | 0,3 | 23,3 |
| 2023  | L.A. Lakers | 16  | 16  | 38,7 | 49,8% | 26,4% | 76,1% | 9,9  | 6,5 | 1,1 | 1,1 | 24,5 |
| 2024  | L.A. Lakers | 5   | 5   | 40,8 | 56,6% | 38,5% | 73,9% | 6,8  | 8,8 | 2,4 | 1,0 | 27,8 |
| Razem |             | 287 | 287 | 41,3 | 49,7% | 33,2% | 74,1% | 9,0  | 7,2 | 1,7 | 1,0 | 28,4 |